# L'Enciclopèdia in valenciano
L'Enciclopèdia in valenciano è un progetto di enciclopedia sul web scritta in valenciano, nato nel dicembre del 2007. Al 11 ottobre 2022 aveva un totale di 25 595 articoli.

## Caratteristiche
L'Enciclopèdia in valenciano utilizza il programma libero MediaWiki. Nel logo di L'Enciclopèdia compare lo slogan "Informazione libera in valenzano".
Secondo L'Enciclopèdia, è "l'unica enciclopedia che utilizza una norma ortografica valenciana per il valenciano", le Norme del Puig della Real Academia de Cultura Valenciana risalenti al 1979 e "l'unica elaborata in valenciano dalla stessa Comunità Valenciana e rivolta a un pubblico valenciano".
L'Enciclopèdia ha tra i suoi obiettivi lo sviluppo di un'enciclopedia valenciana a contenuto libero e la diffusione della lingua e della cultura valenciana su Internet.
L'Enciclopèdia ha implementato nel febbraio 2015 una versione del wiki per dispositivi mobili che facilita la navigazione degli utenti.
La Real Academia de Cultura Valenciana ha conferito a L'Enciclopèdia in valenciano il 6 aprile 2022 un diploma in riconoscimento per il suo contributo allo sviluppo, all'uso e al consolidamento della lingua valenciana e delle Norme del Puig.

## Statistiche
Numero totale di articoli nel tempo: 
| Data              | Articoli |
| ----------------- | -------- |
| dicembre, 2007    | -        |
| 7 marzo 2009      | 500      |
| 7 maggio 2009     | 1.000    |
| 18 giugno 2009    | 5.000    |
| 26 dicembre 2014  | 10.000   |
| 28 giugno 2019    | 15.000   |
| 24 novembre 2020  | 20.000   |
| 14 settembre 2022 | 25.000   |
| 21 ottobre 2023   | 30.000   |
| 31 agosto 2024    | 35.000   |
| 12 agosto 2025    | 40.000   |